# Eusebi Fargas i Alió
Eusebi Fargas i Alió (Olot, Garrotxa, 1846 - Sant Carles de la Ràpita, Montsià, 1916) va ésser mestre a Sant Carles de la Ràpita durant trenta-nou anys fins a la seua jubilació el 1912.
Fundà l'entitat Foment Rapitenc i, amb altres rapitencs, fundà el primer periòdic local del segle xx: La Ràpita (1909).
Introductor del catalanisme polític a Sant Carles de la Ràpita, signà el Missatge a la Reina Regent (1888) i, sota el guiatge de la Unió Catalanista, fou designat delegat a les Assemblees de Manresa (1892), Reus (1893), Balaguer (1894), Olot (1895) i Terrassa (1901).